# Sufrágio masculino
Sufrágio masculino é uma forma de direito de voto em que todos os homens adultos dentro de um sistema político podem votar, independentemente de renda, propriedade, religião, raça ou qualquer outra qualificação. Às vezes, é resumido pela frase: "um homem, um voto".

## História

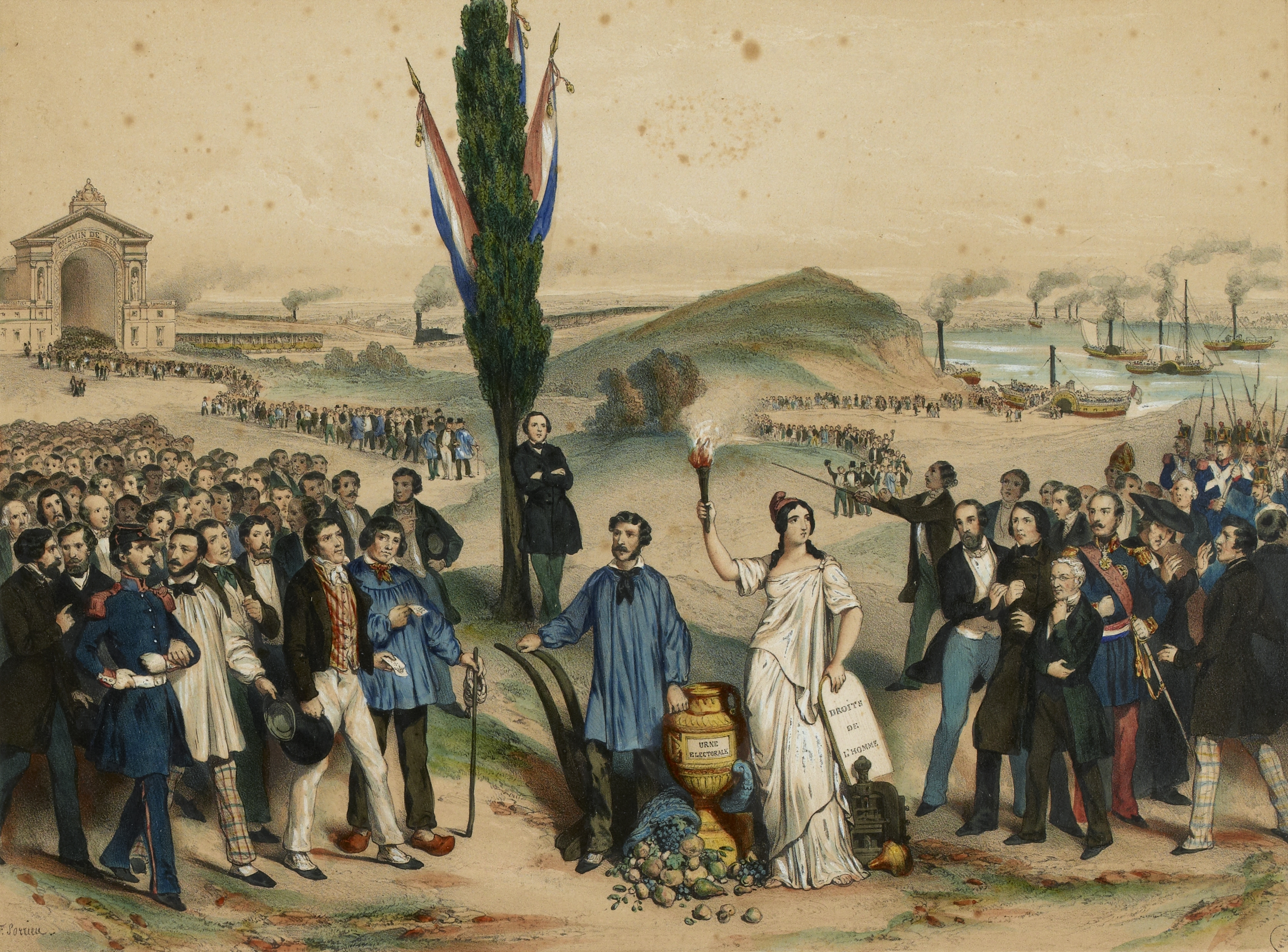
O estabelecimento do sufrágio universal masculino na França, em 1848, foi um marco importante na história da democracia.

Em 1789, a França revolucionária adotou a Declaração dos Direitos do Homem e do Cidadão e, embora de curta duração, a Convenção Nacional foi eleita por todos os homens em 1792. Foi revogado pelo Diretório em 1795. O sufrágio universal masculino foi restabelecido na França após a Revolução Francesa de 1848.
Nas colônias australianas, o sufrágio universal masculino tornou-se lei pela primeira vez na colônia da Austrália do Sul em 1856. Seguiram-se as colónias de Victoria e Nova Gales do Sul em 1857 e 1858. Isso incluiu a introdução do voto secreto.
Nos Estados Unidos, a ascensão da democracia jacksoniana entre as décadas de 1820 e 1850 levou a uma aproximação do sufrágio universal masculino entre pessoas brancas sendo adotado em todos os estados até 1856.  Cidadãos brancos mais pobres do sexo masculino ganharam representatividade; no entanto, os requisitos de pagamento de impostos permaneceram em cinco estados até 1860, em dois estados até o século 20, e muitas pessoas brancas pobres foram posteriormente privadas de direitos.  A expansão do sufrágio foi em grande parte pacífica, com exceção da Rebelião Dorr de Rhode Island. A maioria dos homens afro-americanos permaneceu excluída; embora a Décima Quinta Emenda à Constituição dos Estados Unidos, ratificada em 1870, mantivesse seus direitos de voto, eles foram negados o direito de votar em muitos lugares por mais um século até que o Movimento dos Direitos Civis ganhou a aprovação da Lei de Direitos de Voto de 1965 através do Congresso.
Em 1925, o governo japonês aprovou um projeto de lei concedendo o sufrágio universal masculino, removendo adicionalmente o imposto eleitoral. A New Women's Society evitou seu ativismo naquele ano para que a legislação fosse aprovada livremente.
Como as mulheres também começaram a ganhar o direito ao voto durante o final do século 19 e início do século 20, o objetivo do sufrágio universal masculino foi substituído pelo sufrágio universal.